# Telmatobius mendelsoni
Espèce
Telmatobius mendelsoni est une espèce d'amphibiens de la famille des Telmatobiidae.

## Répartition
Cette espèce est endémique de la province de Paucartambo dans la région de Cuzco au Pérou.

## Étymologie
Cette espèce est nommée en l'honneur de Joseph R. Mendelson.

## Publication originale
- De la Riva, Trueb & Duellman, 2012 : A new species of Telmatobius (Anura: Telmatobiidae) from montane forests of southern Peru, with a review of osteological features of the genus. South American Journal of Herpetology, vol. 7, no 2, p. 91-109 (texte intégral).